# Шейих-Монахская волость
Шейи́х-Мона́хская во́лость — административно-территориальная единица в составе Феодосийского уезда Таврической губернии. Образована в результате земской реформы Александра II 1860-х годов, при реоганизации, в основном, Урускоджинской волости. В «Карманном календаре Таврической губернии 1869» и в труде профессора А. Н. Козловского «Сведения о количестве и качестве воды в селениях, деревнях и колониях Таврической губернии…» 1867 года волость названа Саурчинской.

## География
Располагалась на северо-западе уезда, знимая территорию от Внешней гряды Крымских гор на юге до Сиваша на севере и от правого берега Салгира и Биюк-Карасу на западе до Сухого Индола на востоке. На западе граничила с Перекопским и Симферопольским уездом, на юге — Салынская волость, на востоке — Владиславская и Петровская волости. Рельеф — плоская степь. Занимала, в основном, север современного Нижнегорского и Советского районов, также северо-восточную часть Белогорского и небольшую — Кировского.

## Состояние на 1887 год
В «…Памятной книжке Таврической губернии на 1889 год» в волости, по результатам Х ревизии 1887 года, записано 53 деревни с населением 10 030 человек.

## Состояние на 1890 год
В Памятной книжке Таврической губернии на 1890 год зафиксировано 78 деревень (или 82 — 4 записаны дважды: одна, как приписанная к сельскому обществу и дугая, безземельная — каждая со своим населением). Всего в волости было 8 112 жителей.
Волость существовала до земской реформы 1890-х годов, которая в Феодосийском уезде была проведена, как видно из статистических материалов, после 1892 года.